# Engelepogon ravus
Engelepogon ravus är en tvåvingeart som först beskrevs av Friedrich Hermann Loew 1871.  Engelepogon ravus ingår i släktet Engelepogon och familjen rovflugor. Inga underarter finns listade i Catalogue of Life.